# Shirayuki aux cheveux rouges
Pour les articles homonymes, voir Shirayuki.
Shirayuki aux cheveux rouges (赤髪の白雪姫, Akagami no Shirayuki-hime) est un shōjo manga écrit et illustré par Sorata Akizuki. Il est prépublié depuis 2006 dans le magazine LaLa de l'éditeur Hakusensha, et 27 tomes sont sortis en mai 2025. La version française est éditée par Kana depuis janvier 2012.
Une adaptation en série d'animation produite par le studio Bones est diffusée sur Tokyo MX entre juillet et septembre 2015, suivi d'une seconde saison depuis janvier 2016. Dans les pays francophones, la série est diffusée en simulcast sur Anime Digital Network.

## Synopsis
Shirayuki, une jeune herboriste, a la particularité d'avoir les cheveux rouges, ce qui attire bien des regards, dont celui du prince de son pays, Raji, qui veut en faire sa concubine. Bien décidée à prendre en main son destin, Shirayuki s'enfuit de son pays. En chemin, elle croise Zen, un jeune homme aux allures de vagabond qui est en fait un prince, et ses deux aides Kiki et Mitsuhide. Une étrange complicité va naître entre Shirayuki et Zen, qui vont devoir traverser des épreuves incroyables.

## Personnages
Shirayuki (白雪)
Voix japonaise : Saori Hayami
L'héroïne aux cheveux rouges. Elle possède un fort caractère et un bon sens de la répartie. Elle est herboriste et originaire de Tanbarun. Elle est remarquée par le prince Raji qui s’accommode d'une très mauvaise réputation (enfant gâté, stupide). Le prince Raji décide de faire de Shirayuki sa concubine. Épouvantée par cette tournure tragique, Shirayuki prend son destin en main en s'enfuyant de chez elle. C'est alors qu'elle va croiser le chemin de Zen et de ses compagnons. Une étrange amitié va naître entre eux.
Par la suite de l'histoire, Shirayuki va peu à peu développer des sentiments pour Zen.
Zen Wistaria (ゼン・ウィスタリア, Zen Wisutaria)
Voix japonaise : Ryōta Ōsaka
Second Prince de Clariness, amateur de château buissonnier et d'aventures au grand dam de ses suivants. Zen est un prince honnête et droit, qui malgré ses tendances à fuir le château, se préoccupe des habitants de son royaume. Il est très proche de Shirayuki et fera tout pour la protéger. Peu à peu, ils se mettent en couple. Dans la saison 2, il envisage de demander Shirayuki en mariage.
Kiki Seiran (木々・セイラン)
Voix japonaise : Kaori Nazuka
Garde du corps du Prince Zen. C'est une jeune fille peu bavarde, sauf pour rembarrer allègrement Mitsuhide. Son père est un vicomte, elle appartient à la noblesse.
Mitsuhide Luen (ミツヒデ ルーエン, Mitsuhide Rūen)
Voix japonaise : Yūichirō Umehara
Second garde du corps de Zen, Mitsuhide est l'élément comique de la garde du prince. Cependant, il s'avère que derrière son image à côté de la plaque, il sait donner de très bons conseils…
Obi (オビ)
Voix japonaise : Nobuhiko Okamoto
Messager personnel de Zen, il semble être amoureux de Shirayuki.
Izana Wistaria (イザナ・ウィスタリア, Izana Wisutaria)
Voix japonaise : Akira Ishida
Premier prince du royaume de Clariness. Grand frère de Zen.
Ryu (リュウ)
Supérieur de Shirayuki à la pharmacie malgré son jeune âge (12 ans). On l'aperçoit souvent dans le manga car il travaille beaucoup avec Shirayuki et sera muté avec elle à Lilias.

## Manga

### Fiche technique
- Édition japonaise : Hakusensha
  - Nombre de volumes sortis : 27 (en cours)
  - Date de première publication : décembre 2007
  - Prépublication : LaLa
- Édition française : Kana[1]
  - Nombre de volumes sortis : 24 (en cours)
  - Date de première publication : janvier 2012
  - Format : 115 mm x 175 mm

### Liste des volumes
| no | Japonais         | Japonais          | Français          | Français          |
| no | Date de sortie   | ISBN              | Date de sortie    | ISBN              |
| -- | ---------------- | ----------------- | ----------------- | ----------------- |
| 1  | 5 décembre 2007  | 978-4-592-18373-0 | 20 janvier 2012   | 978-2-5050-1083-8 |
| 2  | 5 août 2008      | 978-4-592-18374-7 | 20 janvier 2012   | 978-2-5050-1084-5 |
| 3  | 5 mars 2009      | 978-4-592-18375-4 | 6 avril 2012      | 978-2-5050-1113-2 |
| 4  | 4 janvier 2010   | 978-4-592-18376-1 | 6 juillet 2012    | 978-2-5050-1477-5 |
| 5  | 29 décembre 2010 | 978-4-592-18377-8 | 5 octobre 2012    | 978-2-5050-1558-1 |
| 6  | 5 septembre 2011 | 978-4-592-19105-6 | 15 février 2013   | 978-2-5050-1698-4 |
| 7  | 5 mars 2012      | 978-4-592-19437-8 | 7 juin 2013       | 978-2-5050-1882-7 |
| 8  | 5 septembre 2012 | 978-4-592-19438-5 | 18 octobre 2013   | 978-2-5050-1883-4 |
| 9  | 5 mars 2013      | 978-4-592-19439-2 | 21 février 2014   | 978-2-5050-6025-3 |
| 10 | 5 juillet 2013   | 978-4-592-19440-8 | 22 août 2014      | 978-2-5050-6106-9 |
| 11 | 4 janvier 2014   | 978-4-592-19441-5 | 5 décembre 2014   | 978-2-5050-6146-5 |
| 12 | 3 octobre 2014   | 978-4-592-19442-2 | 21 août 2015      | 978-2-5050-6249-3 |
| 13 | 3 avril 2015     | 978-4-592-19443-9 | 8 avril 2016      | 978-2-5050-6588-3 |
| 14 | 3 juillet 2015   | 978-4-592-19444-6 | 21 octobre 2016   | 978-2-5050-6581-4 |
| 15 | 5 janvier 2016   | 978-4-592-19445-3 | 7 avril 2017      | 978-2-5050-6842-6 |
| 16 | 5 août 2016      | 978-4-592-19446-0 | 6 octobre 2017    | 978-2-5050-6874-7 |
| 17 | 3 mars 2017      | 978-4-592-19447-7 | 20 avril 2018     | 978-2-5050-7166-2 |
| 18 | 2 novembre 2017  | 978-4-592-19448-4 | 5 octobre 2018    | 978-2-5050-7167-9 |
| 19 | 5 juin 2018      | 978-4-592-19449-1 | 19 avril 2019     | 978-2-5050-7596-7 |
| 20 | 4 janvier 2019   | 978-4-592-19485-9 | 18 octobre 2019   | 978-2-5050-7608-7 |
| 21 | 5 septembre 2019 | 978-4-592-22011-4 | 10 juillet 2020   | 978-2-5050-8434-1 |
| 22 | 5 mars 2020      | 978-4-592-22012-1 | 19 février 2021   | 978-2-5050-8435-8 |
| 23 | 5 avril 2021     | 978-4-592-22013-8 | 17 septembre 2021 | 978-2-5050-8906-3 |
| 24 | 4 juin 2021      | 978-4-592-22014-5 | 18 février 2022   | 978-2-5051-1468-0 |
| 25 | 2 mai 2022       | 978-4-592-22015-2 | 21 avril 2023     | 978-2-5051-1469-7 |
| 26 | 5 juillet 2023   | 978-4-592-22016-9 | 26 avril 2024     | 978-2-5051-2517-4 |
| 27 | 2 mai 2025       | 978-4-592-22017-6 |                   |                   |

## Anime
Une adaptation en série d'animation est annoncée en février 2015. Celle-ci est produite au sein du studio Bones avec une réalisation de Masahiro Andō, un scénario de Deko Akao et des compositions de Michiru Oshima. Elle est diffusée initialement à partir du 6 juillet 2015 sur Tokyo MX au Japon et en simulcast sur Anime Digital Network dans les pays francophones. Une seconde saison est diffusée du 11 janvier au 28 mars 2016.

### Saison 1
| No  | Titre de l’épisode en français          | Titre original de l’épisode                                          | Date de 1re diffusion |
| --- | --------------------------------------- | -------------------------------------------------------------------- | --------------------- |
| 1   | Rencontre... Destin coloré              | 出会い…色づく運命 Deai... Irodzuku unmei                             | 6 juillet 2015        |
| 2   | Suivre les battements de son cœur       | 辿るは胸の鳴るほうへ Tadoru wa mune no naru hō e                     | 13 juillet 2015       |
| 3   | Lorsque la promesse rayonnera           | 約束、輝くその時に Yakusoku, kagayaku sonotoki ni                    | 20 juillet 2015       |
| 4   | Le Concerto du bourgeonnement           | 芽吹きの協奏曲響く、小さな手 Mebuki no kyōsōkyoku hibiku, chīsana te | 27 juillet 2015       |
| 5   | Un Chemin résultant d'un pressentiment  | この道は予感の結晶 Kono michi wa yokan no kesshō                     | 3 août 2015           |
| 6   | Un Dos significatif                     | 意味の背中 Imi no senaka                                             | 10 août 2015          |
| 7   | Joue-moi la mélodie de ton sourire      | 聞かせて、笑顔の旋律 Kikasete, egao no senritsu                      | 17 août 2015          |
| 8   | La Mémoire dépeint la spirale du passé  | 記憶は過去のらんせを描いて Kioku wa kako no ran se o egaite          | 24 août 2015          |
| 9   | Sentiments partagés                     | 繋がり届く想い Tsunagari todoku omoi                                 | 31 août 2015          |
| 10  | Sentiments grandissants                 | 心蒼く、もっと深く Kokoro aoku, motto fukakimasu                     | 7 septembre 2015      |
| 11  | Rencontre avec une couleur insoupçonnée | 出会う···初めての色 Deau··· hajimete no iro                          | 14 septembre 2015     |
| 12  | Au revoir au commencement               | 始まりのさようなら Hajimari no sayōnara                              | 21 septembre 2015     |
| OAV | Pas de traduction officielle            | なんでもない宝物、この頁 Nandemo Nai Takaramono, Kono Pēji           | 5 janvier 2016        |

### Saison 2
| No | Titre de l’épisode en français        | Titre original de l’épisode                                     | Date de 1re diffusion |
| -- | ------------------------------------- | --------------------------------------------------------------- | --------------------- |
| 13 | Le rouge tisseur de destin            | 運命を紡ぐ赤 Unmei wo tsumugu aka                               | 11 janvier 2016       |
| 14 | Regards protecteurs et positifs       | 守る瞳、進む瞳 Mamoru hitomi, susumu hitom                      | 18 janvier 2016       |
| 15 | Le doute réside dans l'embarras       | 迷うは戸惑いの中 Mayou wa tomadoi no naka                       | 25 janvier 2016       |
| 16 | Un pas nommé "changement"             | その一歩の名は、変化 Sono Ippo no Na wa, Henka                  | 1er février 2016      |
| 17 | Début d'une nuit feutrée et confuse   | 静かに絡まる夜の序章 Shizuka ni Karamaru Yoru no Joshō          | 8 février 2016        |
| 18 | Décisions multiples                   | いくつもの決意 Ikutsumo no Ketsui                               | 15 février 2016       |
| 19 | Flots résolus                         | 覚悟の波 Kakugo no Nami                                         | 22 février 2015       |
| 20 | Sourires chaleureux et lieux précis   | 微笑みの温度、大切な場所 Hohoemi no ondo, taisetsu na basho     | 29 février 2016       |
| 21 | Avec toi à mes côtés...               | 貴方といれば・・・・・・ Anata to ireba......                   | 7 mars 2016           |
| 22 | La fontaine de la volonté t'enrichira | 君を潤わせるのは意志の泉 Kimi wo uruowaseru no wa ishi no izumi | 14 mars 2016          |
| 23 | Il y a un avenir                      | あれがゆえの先 Are ga yue no saki                               | 21 mars 2016          |
| 24 | Mon histoire, mon chemin              | そして物語、私の道 Soshite monogatari, watashi no michi         | 28 mars 2016          |